# Borough of Hartlepool

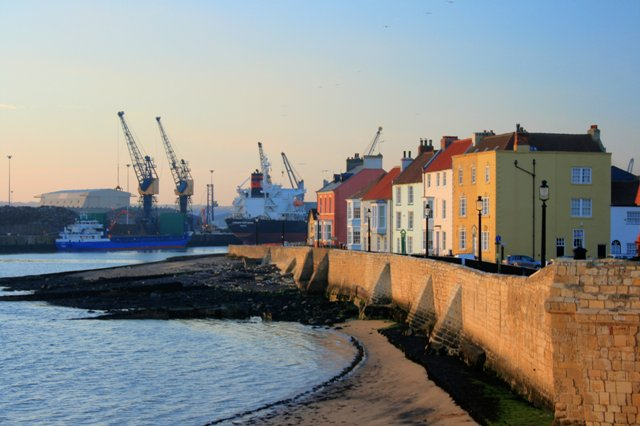
Hartlepool

Hartlepool ist eine Unitary Authority mit dem Status eines Borough in der Grafschaft Durham in England. Im Jahr 2011 hatte es 92.028 Einwohner.

## Civil parishes
- Brierton, Claxton, Dalton Piercy, Elwick, Greatham, Hart, Headland und Newton Bewley.[3]